# Marika Bergman Lundin
Anna Marika Bergman Lundin (Landvetter, 12 luglio 1999) è una calciatrice svedese, centrocampista del West Ham.

## Carriera

### Club
Bergman Lundin inizia l'attività agonistica nel Landvetter IF 2003, club della sua città natale nel comune di Härryda, contea di Västra Götaland, dove cresce con la famiglia.
Nel 2015 si trasferisce al Kopparbergs/Göteborg, tuttavia il tecnico Stefan Rehn decide di inserirla stabilmente in rosa solo dal 2016, facendola debuttare l'8 maggio, alla 4ª giornata di campionato, sostituendo Beata Kollmats in tutto il secondo tempo dell'incontro casalingo vinto 5-2 con l'Umeå IK. Qui rimane una seconda stagione senza trovare tuttavia molti spazi, per lei solo 4 presenze maturate nella Damallsvenskan 2017, cogliendo con la sua squadra rispettivamente un 5º e un 8º posto in classifica.
Nel 2018 accetta di trasferirsi al Jitex BK, ripartendo dalla Division 1, il terzo livello del campionato nazionale di categoria, dove su 16 incontri giocati mette a segno 8 reti.
Nel 2019 compie un altro trasferimento e un altro salto di categoria, approdando all'IK Uppsala per giocare in Elitettan, diventando nei tre anni successivi una giocatrice chiave della squadra si Uppsala. Alla sua prima stagione contribuisce, con 2 reti e 25 presenze in campionato, a raggiungere il secondo posto in classifica dietro all'Umeå IK conquistando di conseguenza la promozione in Damallsvenskan. La stagione successiva, dove scende in campo in tutti i 22 incontri di campionato e segna la sua unica rete all'Eskilstuna United, Bergman Lundin e compagne non riescono a essere sufficientemente competitive, con la squadra che non riesce mai a sollevarsi dal fondo classifica e chiude al 12º e ultimo posto tornando quindi in cadetteria. Rimasta legata alla società anche la terza stagione, disputa nuovamente l'Elitettan, dove ha segnato cinque gol in 24 partite, mettendosi particolarmente in luce tanto da essere nominata centrocampista dell'anno dell'edizione 2021.
Nel settembre 2021 Bergman Lundin ha prolungato il suo contratto con l'Uppsala fino alla stagione 2024, tuttavia prima dell'inizio del campionato fa ritorno a Göteborg, all'Häcken, sottoscrivendo un contratto annuale Sotto la guida tecnica di Jan Robert Vilahamn debutta con la nuova maglia il 27 marzo, alla 1ª giornata di campionato, nel pareggio esterno con l'Umeå IK per 1-1. In quello stesso anno fa anche il suo debutto in UEFA Women's Champions League, nell'edizione 2022-2023, dove la sua squadra accede al torneo direttamente al secondo turno trovando un'avversaria particolarmente ostica, il Paris Saint-Germain. In quell'occasione, all'andata in casa delle parigine Bergman Lundin sigla la rete del parziale 1-1 che, pur a incontro terminato 2-1 per le francesi tiene aperta la speranza per il passaggio del turno.

### Nazionale
Bergman Lundin viene convocata per la prima volta dalla Federcalcio svedese nel 2016, vestendo inizialmente, ancora giovanissima per la categoria, la maglia della formazione Under-19, inserita dal tecnico Pär Lagerström nella squadra che affronta il primo turno di qualificazione all'Europeo di Irlanda del Nord 2017, debuttando il 20 ottobre rilevando al 65' Therese Simonsson nell'incontro vinto 5-1 con le pari età della Bosnia ed Erzegovina, saltando la prima partita del girone e venendo impiegata nella terza, vinta 1-0 sul Portogallo.
Nel novembre di quello stesso anno viene chiamata per disputare due amichevoli nell'Under-17, rispettivamente con Russia, dove scende in campo, e  Finlandia.
Dopo queste due esperienze Bergman Lundin non viene più convocata fino al 2022, chiamata a vestire una serie di amichevoli con la Under-23.